# Issachar Miron
Issachar Miron (* 5. Juli 1920 in Kutno, Polen als Stefan Michrowsky; † 29. Januar 2015) war ein israelischer Komponist.
Miron schloss 1938 sein Studium am Warschauer Konservatorium ab und emigrierte 1939 nach Palästina. Miron war der erste stellvertretende Direktor des israelischen Kultus-Ministeriums. In den 1960er Jahren fungierte er als musikalischer Leiter der America-Israel Cultural Foundation in Israel und den USA. Außerdem war er Dekan der Musik-Fakultät des Jüdischen Lehrer-Seminars in New York, der heutigen Touro University.
Neben dem klassischen Kompositionsstil besann er sich in seinen Werken besonders auf die musikalische Weiterentwicklung israelischer Volksmusik. Zu seinen populärsten Liedern zählte Tzena Tzena (1941), das ab 1946 weltweit berühmt wurde u. a. durch Pete Seeger, Frank Sinatra, Bing Crosby, Nat King Cole, Judy Garland, Dusty Springfield, Connie Francis, Vic Damone, Chubby Checker und Arlo Guthrie. In der Version mit Seeger und The Weavers erreichte der Song im Juli 1950 Platz zwei der Billboard-Charts.

## Auszeichnungen
- Engel Prize (Israel)
- Kavod Award des Cantors Assembly of America
- Verschiedene Gold- und Silber-Medaillen des International Film and Television Festivals in New York
- ASCAP (im Jahr 2000)